# Tjader Plays Tjazz
Albums de Cal Tjader
Plays Afro-Cuban : Ritmo Caliente Tjader Plays Mambo
Tjader Plays Tjazz est un album studio de la discographie de Cal Tjader enregistré entre 1954 avec une formation Quartet et en 1955 avec une formation Quintet. Il est sorti en 1955 dont il a été extrait 2 singles : « How About You? » et « Imagination ». On remarquera aussi 2 compositions originales du saxophoniste Brew Moore.

## Titres
• Face A (18:00)
1. Moten Swing (A1) - 4:02  ∫ de Bennie Moten
2. I've Never Been In Love Before (A2) - 2:33 ∫  de Frank Loesser
3. There Will Never Be Another You (A3) - 5:04 ∫ de Harry Warren et Mack Gordon
4. How About You ? (A4) - 3:04 ∫ de Burton Lane, James Van Heusen et Ralph Freed
5. Jeepers Creepers (A5) - 3:17 ∫ de Johnny Mercer et Harry Warren

• Face B (17:29)
1. A Minor Goof (B1) - 3:56 ∫ de Brew Moore
2. My One and Only Love (B2) - 2:47  ∫ de Guy Wood et Robert Mellin
3. Imagination (B3) - 3:18 ∫ de Johnny Burke et James Van Heusen
4. I'll Know (B4) - 3:59 ∫ de Frank Loesser
5. Brew's Blues (B5) - 3:29	∫ de Brew Moore

## Single extrait au format 45 (7")
- 1955 : « How About You? » par Cal Tjader Quintet (Références[2] : Fantasy Records ∫ Fantasy EP 4049).

Il contient les titres suivants et similaires à la version album :
1. Single : How About You ? (A1) - 3:04
2. B'side : My One and Only Love (B1) - 2:47

- 1955 : « Imagination » par Cal Tjader Quintet (Références[3] : Fantasy Records ∫ Fantasy EP 4050).

Il contient les titres suivants et similaires à la version album :
1. Single : Imagination (A1) - 3:18
2. B'side : Jeepers Creepers (B1) - 3:17

## Personnel & Enregistrement
La première session d'enregistrement se fait autour d'un quartet dans lequel Cal Tjader reprend l'instrument de ses débuts de carrière musicale : la batterie pour 4 titres. La deuxième session d'enregistrement aura lieu 6 mois plus tard sous la forme d'un quintet totalement remanié avec un jeune débutant qui deviendra par la suite célèbre dans le monde du jazz : Sonny Clark. Cal recrute aussi Brew Moore au saxophone ténor.
- Enregistrements studio le 4 décembre 1954 au Marines Memorial Theater à San Francisco (Californie) et  le 6 juin 1955, au Little Theater, Berkeley (Californie). Masters Fantasy Records.

## Production & Son
- Remastering des bandes d'enregistrements aux Fantasy Studios de Berkeley (Californie) par Kirk Felton en 1998.

## Design de Couverture
- Description : Cal Tjader est photographié à contrechamps de « 3/4 Face » sur scène en plein jeu musical. Photo très ombrée, en noir et blanc à la base, avec impression sur fond rouge pour un effet bichromie. (Voir la pochette[8]).
- Photographie de : Paul Desmond[9]. C'est assez surprenant pour être remarqué, ce disque est illustré par un autre grand jazzman, ce qui témoigne de leur respect artistique mutuel à cette époque[10].

## Informations de Sortie
- Année de Sortie : 1955
- Intitulé : Cal Tjader - Tjader Plays Tjazz
- Label : Fantasy Records
- Référence Catalogue : Fantasy F-3211[11]
- Format :  LP 33 ou (12")
- Liner Notes : …[7]

## Réédition FormatLPetCD
Réédition en album LP 33 sous le titre original « Tjader Plays Tjazz » .
- Références : Fantasy Records F-3278 (1958) [12].

Réédition en album LP 33 Série Stéréo Disque sous le titre original « Tjader Plays Tjazz » .
- Références : Fantasy Records F-8097 (année?) [12].

Puis Réédition en CD sous le titre original « Tjader Plays Tjazz » :
- Références : Fantasy Original Jazz Classic OJC CD 988-2 (1998)[12].

## Observations
La photographie de la pochette illustre bien le changement de cap pour cet album différent dans la discographie de Cal Tjader. Dépouillé de section rythmique qui fera sa marque de fabrique latine jazz, il se décide à explorer le jazz bebop et le jazz West Coast : dans la mouvance de ses contemporains et amis Dave Brubeck, Paul Desmond…
Gene Wright est le contrebassiste qui remplace alternativement Al McKibbon dans les différentes formations de Cal à cette époque.
On retrouve 2 compositions de Frank Loesser que Cal Tjader a transformé en épures de jazz bebop façonnées de jazz West Coast : « I've Never Been In Love Before » et  « I'll Know » initialement créées pour la pièce « Guys & Dolls (1950) ».
Brew Moore signe les 2 titres originaux de cet album dont le dernier alors que les 8 autres sont des standards. Son saxophone ténor et le trombone de Bob Collins donnent des couleurs jazz uniques à cette sélection de titres.
Comme d'autres albums de cette époque, ce disque se termine sur un morceau aux accents de blues.

### Avis critiques de l'album
Selon Scott Yanow de Allmusic Guide, on assiste à un changement de ton pour cet enregistrement : le vibraphoniste et leader de formation Cal Tjader a enregistré un son jazz be-bop aux tons frais sans section rythmique latine.
Quatre des dix titres de l'album (presque uniquement des standards de jazz) nous présentent Cal Tjader changeant d'instrument pour retrouver son instrument d'origine : la batterie. Cette formation quartet permet de retrouver le guitariste Eddie Duran, le bassiste Al McKibbon et de découvrir un obscur tromboniste Bob Collins.
Toujours selon lui, Tjader revient au vibraphone pour une sélection de titres en quintet avec le saxophoniste ténor Brew Moore, le jeune pianiste Sonny Clark, le bassiste Eugene Wright et le batteur Bobby White.
Sa conclusion sur cet album est : « Cet album sonne bien et juste, comme à la maison, avec ses 2 formations d'interprétations. Les titres swinguants en quintet qui se balancent bien, sont en particulier une bonne raison pour rechercher cet album de valeur ».